# Liebe und andere Grausamkeiten
Liebe und andere Grausamkeiten (Originaltitel: Love and Human Remains) ist ein kanadischer Beziehungsfilm des Regisseurs Denys Arcand aus dem Jahr 1993. Die Hauptrolle verkörperte Thomas Gibson. 

## Handlung
David war früher mit Candy zusammen. Jetzt ist er schwul, aber sie wohnen weiterhin zusammen. Die Schauspielerei hat er aufgegeben und ist nun Kellner. Candy lässt sich mit der Lesbe Jerri ein und dann mit dem Barkeeper Robert, der ebenso ein turbulentes Liebesleben führt. Der junge Hilfskellner Kane ist in David verliebt. Das Edel-Callgirl Benita, eine Freundin von David, treibt mit ihren Kunden Sadomaso-Spielchen. Alle Charaktere haben Sexabenteuer und suchen erfolglos den Partner, der alle gesuchten Ideale in sich verwirklicht, den sie lieben können und der sie wiederliebt. Inmitten von verschiedenen Variationen von Sex und Liebe – unabhängig vom Geschlecht der anderen Person – geschehen Morde an jungen Mädchen. Bernie, ein Freund von David, führt ein scheinbar biederes Leben als Beamter bis seine Gewalttätigkeit Frauen gegenüber zu Tage kommt. Er erweist sich als der Frauenmörder und springt vor Davids Augen von einem Hochhaus in den Tod. David macht einen neuen Anfang und spricht für eine Rolle vor. Er, Candy und Kane, der zum Kellner befördert wird, sind füreinander da.

## Kritiken
- Laut Cinema ist der Film eine „Single-Komödie mit dramatischem Touch“, eine „dunkle Komödie über kanadische Großstadtwracks in den Aids-geplagten Neunzigern“, eine „zynische Komödie über Single-Boom und den damit verbundenen Beziehungsfrust“ und der „Blick auf das Liebesleben der 90er ist witzig und grausam zugleich.“[1]

- Roger Ebert schrieb am 23. Juni 1995 in der Chicago Sun-Times: „If the story is eventually absurd, then, the characters aren't.“[2]

- Prisma meinte: „Denys Arcand ('Untergang des amerikanischen Imperiums', 'Jesus von Montreal') inszenierte ein atmosphärisch dichtes und psychologisch packendes Puzzle über den Untergang der Single-Kultur. Auf brillante Weise balanciert er die düsteren, lakonischen und tragikomischen Facetten der Geschichte aus. Exzellente Dialoge und fesselnde Spannung geben der Story den letzten Schliff.“[3]

- Günter H.Jekubzik bezeichnete den Film auf www.filmtabs.de als „wunderbar komödiantisch-peinlich“ und als „Mittelmaß“.[4]

## Auszeichnungen
- 1994: gewann Brad Fraser einen Genie Award für das beste adaptierte Drehbuch.
- 1994: Nominierungen für Genie Awards erhielten: 
  - Matthew Ferguson für die beste Leistung eines Schauspielers in einer Nebenrolle,
  - Mia Kirshner für die beste Leistung einer Schauspielerin in einer Nebenrolle,
  - Joanne Vannicola für die beste Leistung einer Schauspielerin in einer Nebenrolle.

## Hintergrundinformationen
Der Film basiert auf dem Theaterstück Unidentifizierte menschliche Überreste und die wahre Natur der Liebe oder auch Liebe und andere Grausamkeiten (engl. Originaltitel Unidentified Human Remains and the True Nature of Love) von Brad Fraser. Auch in Deutschland gab es einige vielbeachtete Inszenierungen u. a. an der Studiobühne Siegen (Regie: Jürgen Kühnel) oder bei der theatergruppe lila in Ansbach (Regie: Thorsten Siebenhaar).
Der Drehort war Montréal. Das Einspielergebnis in den USA betrug etwas über 950 000 US-Dollar. 
Der Film lief im März 1995 in den deutschen Kinos. Seit Januar 1996 gibt es VHS-Kassetten mit einer Lauflänge von ca. 100 Minuten und den Soundtrack zum Film. Deutschsprachige DVDs erscheinen am 7. Dezember 2006. Es gab auch Fernsehausstrahlungen. In Großbritannien wurden englische DVDs dieses Films veröffentlicht.